# Lennart Pettersson
Ingvar Lennart Pettersson (Uppsala, 1º febbraio 1951) è un ex pentatleta svedese.

## Palmarès
In carriera ha conseguito i seguenti risultati:
- Giochi olimpici:

Mosca 1980: bronzo nel pentathlon moderno a squadre.